# Parti écologiste russe « Les Verts »
Pour les articles homonymes, voir Les Verts et Parti écologiste (homonymie).
Le Parti écologiste russe « Les Verts » (en russe : Российская экологическая партия « Зеленые », romanisé Rossiyskaya ekologicheskaya partiya «Zelonyye», REP) est un parti politique écologiste russe.

## Histoire
En 1993, est créé, avec le soutien du médecin hygiéniste Ievguéni Béliaïev (ru), le Mouvement écologiste constructif de Russie (KEDR). En 2002, ce mouvement prend le nom de Parti écologiste russe « Les Verts ».
Lors des élections régionales russes de 2007, Les Verts obtiennent 7,58 % des voix dans l'oblast de Samara et parviennent en conséquence à obtenir des élus au sein de la Douma régionale de Samara,.
Avant les élections législatives de 2007, la Commission électorale centrale de la fédération de Russie (CEC) décide d'écarter la participation les Verts, en raison d'un grand nombre de signatures de soutien invalidées (17 %, soit plus que les 5 % autorisés).
En novembre 2008, le parti décide de cesser ses activités en tant que parti politique et appelle ses membres et sympathisants à rejoindre Russie juste. Lors d'un congrès organisé le 11 février 2012, la renaissance du parti est décidée et celui-ci est une nouvelle fois officiellement enregistré comme parti politique auprès du ministère de la Justice le 6 juin de la même année.

## Programme
Selon le programme pré-électoral adopté en 2016, dans le cadre des élections législatives de 2016, le parti soutient les réformes de Vladimir Poutine et propose plusieurs mesures, principalement dans le domaine de l'écologie :
- Le développement de l'agriculture pour fournir à la population russe des produits agricoles biologiques ;
- La promotion de nouvelles technologies pour le traitement des déchets ;
- Le soutien de l'État russe à la science pour la création de technologies respectueuses de l'environnement ;
- Le développement d'énergies alternatives ;
- L'enregistrement et la limitation du nombre des animaux domestiques, ainsi que la création d'un réseau d'abris pour les chiens et chats errants ;
- Le durcissement des peines de prison pour ceux qui commettent des infractions contre l'environnement et ceux qui s'en prennent à des espèces animales en voie de disparition ;
- La fin des zoos mobiles ;
- La création d'une sensibilisation continue à l'environnement dans un cadre éducatif ;
- Le développement de l'écotourisme en Russie ;
- Le développement de la pratique du sport ;
- L'arrêt de la réduction du nombre d'hôpitaux ,
- L'augmentation des aides de l'État à l'industrie pharmaceutique russe et à la science pour fournir des soins à l'ensemble de la population russe.

## Résultats électoraux

### Élections présidentielles
| Année | Candidat                  | 1er tour                  | 1er tour                  | 2d tour                   | 2d tour                   |
| Année | Candidat                  | Voix                      | %                         | Voix                      | %                         |
| ----- | ------------------------- | ------------------------- | ------------------------- | ------------------------- | ------------------------- |
| 2008  | Soutient Dmitri Medvedev  | Soutient Dmitri Medvedev  | Soutient Dmitri Medvedev  | Soutient Dmitri Medvedev  | Soutient Dmitri Medvedev  |
| 2012  |                           |                           |                           |                           |                           |
| 2018  | Soutient Vladimir Poutine | Soutient Vladimir Poutine | Soutient Vladimir Poutine | Soutient Vladimir Poutine | Soutient Vladimir Poutine |

### Élections législatives
| 1993 | 406 789                  | 0,76                     | 1 / 450                  |                          |                          |
| 1995 | 962 195                  | 1,39                     | 0 / 450                  |                          |                          |
| 1999 | Enregistrement refusé    | Enregistrement refusé    | Enregistrement refusé    | Enregistrement refusé    | Enregistrement refusé    |
| 2003 | 253 985                  | 0,42                     | 0 / 450                  |                          |                          |
| 2007 | Enregistrement refusé    | Enregistrement refusé    | Enregistrement refusé    | Enregistrement refusé    | Enregistrement refusé    |
| 2011 | Soutien de Russie juste. | Soutien de Russie juste. | Soutien de Russie juste. | Soutien de Russie juste. | Soutien de Russie juste. |
| 2016 | 399 429                  | 0,77                     | 0 / 450                  |                          |                          |